# José Simões
José Simões war ein portugiesischer Zimmerermeister.
Er war der Neffe des João Afonso und Sohn des Simão Afonso in Coimbra, der seit 1566 königlicher Hofzimmerer war.
Am 3. Januar 1594 wurde er von König Philipp I. mit einem Jahresgehalt von 6000 Réis zum Nachfolger seines Vaters ernannt. Er war wie sein Vater verantwortlich für die königlichen Paläste in Coimbra. Im Jahr 1597 wurden diese für die Summe von 30.000 Cruzados an die Universität Coimbra verkauft.